# Bartramella
Bartramella es un género de foraminífero bentónico de la subfamilia Fusulininae, de la familia Fusulinidae, de la superfamilia Fusulinoidea, del suborden Fusulinina y del orden Fusulinida. Su especie tipo es Bartramella bartrami. Su rango cronoestratigráfico abarca el Moscoviense (Carbonífero superior).

## Discusión
Clasificaciones más recientes incluyen Bartramella en la subclase Fusulinana de la clase Fusulinata.

## Clasificación
Bartramella incluye a las siguientes especies:
- Bartramella bartrami †
- Bartramella heglarensis †
- Bartramella mediocris †
- Bartramella paradisensis †
- Bartramella vervillei †